# Moral
Als Moral wird der Teil der Handlungskonventionen bzw. -regeln bezeichnet, deren Befolgung im zwischenmenschlichen Miteinander als „gut“/„richtig“ und deren Nichtbefolgung als „böse“/„falsch“ bewertet wird. Dies hängt von der jeweiligen Kultur ab. Eine auf moralischen Prinzipien fußende Ideologie wird als Moralismus bezeichnet. Das Gegenteil der Moral ist der Amoralismus, der verneint, dass es so etwas wie „gut“ und „böse“ überhaupt gibt.

## Begriffsgeschichte
Der deutsche Ausdruck „Moral“ geht über das französische morale auf das lateinische moralis (die Sitte betreffend; lateinisch: mos, mores Sitte, Sitten) zurück, das im von Cicero neugeprägten Ausdruck philosophia moralis als Übersetzung von êthikê (Ethik) verwendet wird.
Moral beschrieb ursprünglich vor allem, wie Menschen faktisch handeln und welches Handeln in bestimmten Situationen erwartet bzw. für richtig gehalten wird. Dieser deskriptive Bedeutungsaspekt einer Moral wird auch als Sittlichkeit oder Ethos bezeichnet und umfasst „regulierende Urteile und geregelte Verhaltensweisen“, ohne dass die rationale oder moraltheoretische Rechtfertigung derselben beurteilt oder bewertet wird. Eine solche Beurteilung wird als „Reflexionstheorie der Moral“ oder „Ethik“ bezeichnet.

## Wissenschaften der Moral
Moral ist Gegenstand diverser Wissenschaften:
- Ethik ist eine Disziplin der Philosophie, die moralische Prinzipien, Werte, Tugenden, Geltungsansprüche, Forderungen, Begründungen etc. untersucht und oft auch formuliert und begründet.
- Metaethik untersucht die metaphysischen, erkenntnistheoretischen, semantischen und psychologischen Voraussetzungen und Implikationen moralischen Denkens, Sprechens und Handelns.[3]
- Moraltheologie und Theologische Ethik betrachten die Beziehungen zwischen Moral und Religion.
- Moralpsychologie untersucht, welche moralischen Meinungen, Handlungsweisen und Emotionen Individuen zeigen; Motivationspsychologie versucht, die Neigungen dazu zu erklären.
- Moral im Kontext sozialer Einheiten oder Organisationen ist einer der Gegenstände der Gesellschaftswissenschaften.
- Auch Politikwissenschaft oder Ökonomie können normativ verstanden werden und so moralische Wissenschaften sein, die Handlungen intrinsischen Wert beimessen.

### Moral als Aspekt der menschlichen Natur
Als soziales Wesen erfährt der Mensch von Geburt an im Normalfall Liebe, die Bereitschaft zum Verzicht und zur Fürsorge. Ohne diese Eigenschaften wäre ein dauerhaftes Zusammenleben in Gemeinschaften nicht möglich. Sie haben sich im Laufe der Evolution entwickelt und die Veranlagung dazu liegt demnach in den Genen. Der Biologe Hans Mohr drückt es folgendermaßen aus: „Wir brauchen moralisches Verhalten nicht zu lernen – es ist eine angeborene Disposition, die uns befähigt, das moralisch Richtige zu treffen.“ Die konkreten Moralvorstellungen eines Menschen sind jedoch kulturell überprägt: Sie äußern sich etwa in der „goldenen Regel“, in religiösen Handlungsvorschriften (etwa die Zehn Gebote im Judentum und Christentum, die Fünf Silas im Buddhismus oder die Traumzeit-Mythologie der australischen Aborigines) oder in den Rechtsnormen der modernen Staaten. Trotz der moralischen Veranlagung können Erziehung und ideologische Manipulation selbst destruktive Verhaltensweisen zum angeblich „Guten“ erheben, die den eingangs genannten Eigenschaften komplett widersprechen.

### Moral und Recht
Es ist eine der Grundfragen der Rechtsphilosophie, in welchem Verhältnis Recht und Moral zueinander stehen. In vielerlei Hinsicht stimmen Moral und Recht (z. B. das Tötungsverbot) überein. Die Frage, wie es z. B. um moralisch verwerfliche Gesetze steht, wurde seit der Antike (siehe Naturrecht) und in der jüngeren Geschichte besonders intensiv in der deutschen Nachkriegszeit diskutiert. Nennenswert sind hierbei insbesondere die Radbruchsche Formel zum Verhältnis von Recht und Ungerechtigkeit, die Gehorsamsverweigerung und die Frage, ob Deserteure amnestiert werden sollten (siehe Gesetz zur Aufhebung nationalsozialistischer Unrechtsurteile in der Strafrechtspflege).

### Deskriptiver Moralbegriff
In deskriptiver Verwendung beschreibt „Moral“ eine Handlungsregelung, die für eine Gesellschaft, soziale Gruppe oder ein Individuum leitend ist oder „die in einer konkreten Gemeinschaft eingelebten oder von einer Person internalisierten Verhaltensregeln“. Dies wird je nach Theorieansatz unterschiedlich präzisiert, etwa als „Gesamtheit der sozial repräsentierten und im Persönlichkeitssystem der Individuen verankerten regelbezogenen Handlungsorientierungen und wechselseitigen Verhaltenserwartungen oder als eine näher bestimmte Teilklasse“ derselben. Luhmann definiert, „rein empirisch gemeint“: „Eine Kommunikation nimmt moralische Qualität an, wenn und soweit sie menschliche Achtung oder Missachtung zum Ausdruck bringt“. In diesem deskriptiven Sinne werden auch „moralisch“ oder „sittlich“ schlicht deskriptiv im Sinne von „zur Moral gehörig“, nicht normativ im Sinne von „moralisch gut“ gebraucht. „Moral“ bezeichnet dann etwa „ein Unternehmen der Gesellschaft“ zur „Lenkung des einzelnen und kleinerer Gruppen“. Derartigen deskriptiven Redeweisen entsprechen alltagssprachliche Formeln wie „herrschende Moral“, „bürgerliche Moral“ oder „sozialistische Moral“. Der Psychologe Jonathan Haidt hat folgende Definition vorgeschlagen: „Moralische Systeme sind ineinandergreifende Zusammenstellungen von Werten, Tugenden, Normen, Gebräuchen, Identitäten, Institutionen, Technologien und entwickelten psychischen Mechanismen, die zusammenwirken, um Selbstsucht zu unterdrücken oder zu regulieren und soziales Zusammenleben zu ermöglichen.“

### Postkonventionelle Moral
Die Überwindung der Orientierung moralischer Urteile an den jeweils herrschenden Konventionen oder durch positives Recht gesetzten Normen einerseits, an rein subjektiven Gewissensentscheidungen andererseits strebt die postkonventionelle Moral an, die moralische Urteile insbesondere im Fall ethischer Dilemmata auf rationale Diskurse gründen will.

## Begründung von Moral
Die Ethik sieht es als eine zentrale Aufgabe, Moral begründen und damit auf eine wissenschaftliche Grundlage stellen zu können. Damit könnten in der Vorstellung der Philosophen fehlerhafte oder schlechte Moralvorstellungen zugunsten wünschenswerter Moralbegriffe abgewehrt werden. Lange galt der Kategorische Imperativ von Immanuel Kant als Standardbegründung von Moral und gleichzeitig als Grundlage der deontologischen Ethik.
Arthur Schopenhauer kritisiert diesen Begründungsversuch als realitätsfern. Als eine der ersten kritischen Abhandlungen zur Begründung der Moral gilt daher seine Preisschrift „Über die Grundlage der Moral“, die er 1840 im Auftrag der Königlich Norwegischen Societät der Wissenschaften anfertigte. Einen Preis gewann Schopenhauer damit nicht, denn die Grundlage der Moral schien mit dieser Schrift ferner denn je. Am Ende hält Schopenhauer die Suche nach einer Moralbegründung für unzulässig: „Wer sagt euch, daß es Gesetze giebt, denen unser Handeln sich unterwerfen soll?“. Auch Friedrich Nietzsche zweifelt an der Existenz einer Moralbegründung und schlägt stattdessen eine Rangordnung vor: „Die einmal angenommene Rangordnung der Güter, je nachdem ein niedriger, höherer, höchster Egoismus das eine oder das andere will, entscheidet jetzt über das Moralisch-sein oder Unmoralisch-sein“. Matthias Wühle kritisiert moderne Moralbegründungen als assoziativ und verwendet dafür das Beispiel des Aachener Friedenspreises, der 2013 an Schulen verliehen wurde, die sich gegen Unterrichtsbesuche der Bundeswehr aussprachen. Die Rechtfertigung dieses moralischen Urteils läge dabei ausschließlich in der Assoziation Bundeswehr – Krieg – Schule begründet, so Wühle.

## Hypermoral
In seinem 1969 veröffentlichten Werk Moral und Hypermoral hat der Philosoph Arnold Gehlen eine pluralistische Ethik entworfen und zeitkritisch Tendenzen der Gesellschaft beschrieben, die er als hypermoralisch bezeichnet. Er kritisierte, dass Hypermoral sich ungebührlich an Privatem und Innerlichem (im Extremfall: an Gedankenverbrechen) festbeiße, während Missstände gleichzeitig vernachlässigt werden, die auch außerhalb des Persönlichen und Gedanklichen existieren, wo ihnen gesellschaftliche Institutionen wie Politik oder Rechtssystem entgegenwirken könnten. Odo Marquard hat Gehlens Gedanken 1986 in seinem Aufsatz Entlastungen weitergeführt und schrieb von „Übertribunalisierung“.
Im politischen Diskurs der Gegenwart wird über „Hypermoral“ erneut nachgedacht, etwa im Hinblick auf Debatten um „Mikroaggression“, die 2016 an Hochschulen in den Vereinigten Staaten geführt wurden, aber auch in Deutschland, etwa im Streit um die politisch korrekte Mediendarstellung von Straftaten Angehöriger ethnischer oder religiöser Minderheiten. Im gesellschaftspolitischen Diskurs wird gesteigertes moralisierendes Agieren als „Moralismus“ bezeichnet und negativ konnotiert. Der Philosoph Alexander Grau erkennt 2018 überdies einen „Moralismus mit totalitären Zügen“ und nennt einen solchen: „Hypermoralismus“: „Der Hypermoralismus ist ja nicht politisch neutral, sondern wir kennen ihn vor allem eigentlich aus dem linken oder linksliberalen Lager. Er ist der Versuch, die Gesellschaft anhand linker Ordnungsvorstellungen und eines weitestgehend links konnotierten Menschenbildes auszurichten und hat seine Wurzeln in der 68er-Bewegung und in der kulturellen Hegemonie, die in einigen Teilen der Gesellschaft zumindest dieser Linksliberalismus inzwischen erlangt hat.“
Der Begriff der Hypermoral wird als zugehörig zum Vokabular der Neuen Rechten gezählt. Die FAZ beschreibt, dass der Begriff der Aushebelung des Universalitätsanspruchs „nicht nur“ der Menschenrechte dient. Der Begriff wird häufig dazu verwendet, progressive und linke, aber auch viele ethische Positionen zu diskreditieren. Darunter fallen Aspekte wie Klimaschutz, Tierwohl, Flüchtlingshilfe, Antirassismus, Antifaschismus, LGBTQIA-Rechte und Feminismus.

## Moralische Entwicklung der Menschheit
Wissenschaftliche Untersuchungen zeigen, dass das moralische Verhalten zumindest über die vergangenen siebzig Jahre weitgehend unverändert blieb. Dies widerspricht Umfragen, in denen sich die Befragten um einen moralischen Verfall sorgen.
Adam Mastroianni, Psychologe an der Columbia University und Daniel Gilbert untersuchten Studien aus 60 Ländern, die in einem Abstand von mindestens 10 Jahren wiederholt wurden. Es zeigte sich, dass die Mehrheit der Befragten zu allen Zeiten annahmen, dass ihre Mitmenschen weniger moralisch seien als in der Vergangenheit. Daraus schlossen die Autoren, dass es keine tatsächliche Verschlechterung gab. Für die verbreitete Einschätzung eines Niedergangs werden bekannte psychologische Effekte aufgeführt. Mastroianni hält die Illusion eines moralischen Verfalls für gefährlich, wenn sie Auswirkungen auf Wahlentscheidungen hat.